# ری جائه ایل
ری جائه ایل (کره‌ای: 리재일، ۱۹۳۵–۴ فوریه ۲۰۲۱) یک سیاستمدار اهل کره شمالی و عضو وزارت روشنگری مردم و پروپاگاندا حزب کارگران و همچنین عضو مجمع عالی خلق بود.

## زندگی‌نامه
ری جائه ایل در سال ۱۹۳۵ به دنیا آمد. او کار حرفه‌ای خود را به عنوان روزنامه‌نگار آغاز کرد، او سردبیر روزنامه پیونگ یانگ سینمون بود. اطلاعات کمی در مورد فعالیت مدنی و سیاسی او قبل از سال ۱۹۹۲ وجود دارد، زمانی که او معاون یکی از بخش‌های کمیته مرکزی حزب کارگران شد. در فوریه ۲۰۰۱، او رئیس کمیته کنترل انتشارات دولتی شد، دفتر اصلی رسیدگی به سانسور سیاسی در رسانه‌های گروهی کره شمالی. از مه ۲۰۱۴ تا ۲۰۰۴، ری جائه ایل معاون اول در بخش تبلیغات و تحریک در کمیته مرکزی بود که توسط ری ایل هوان مدیریت می‌شد.